# Primærrute 22
Primærrute 22 är en 105 km lång väg (primærrute) i Danmark. Den börjar vid Kalundborg och följer Själlands västkust tills den når E47/E55 något sydöst om Vordingborg. Vägen trafikeras av omkring 10 000 fordon per dygn längs hela sträcken.